# Fouquieria formosa
Fouquieria formosa es una especie de arbusto perteneciente a la familia Fouquieriaceae, nativa del centro y sur de México.

## Descripción
Fouquieria formosa es un gran arbusto o pequeño árbol que alcanza un tamaño de hasta 10 m de altura y tiene espinas y flores de color rojo-naranja. Las flores son polinizadas por colibríes.

## Taxonomía
Fouquieria formosa fue descrita por Carl Sigismund Kunth y publicado en Nova Genera et Species Plantarum (quarto ed.) 6: 83, t. 527. 1823.
Sinonimia
- Echeveria spicata Moç. & Sessé ex DC.
- Philetaeria horrida Liebm.[5]